# Quercus leiophylla
Quercus leiophylla — вид рослин з родини букових (Fagaceae), поширений у Мексиці.

## Опис
Дерево від 6 до 10(20) метрів заввишки. Пагони червонуваті, майже безшерсті або з рідкісними зірчастими трихомами. Листки від зворотно-яйцюватих до зворотно-ланцетних, обидві сторони тьмяні; весь край від округло-зубчастого до зубчастого; верх злегка зморшкуватий до майже гладкого; низ білуватий або жовтуватий.

## Середовище проживання
Поширення: Мексика (Ідальго, Пуебла, Веракрус, Чіапас); на висотах від 1580 до 2210 метрів. Зростає у вологих дубових лісах, іноді в мезофільних гірських лісах та в змішаних сосново-дубових лісах. Поширений у Східній Сьєрра-Мадре.